# Ніколайчик Наталія Миколаївна
Наталія Миколаївна Ніколайчик (нар. 13 вересня 1986) — українська дзюдоїстка, Заслужений майстер спорту України. Бронзова призерка Паралімпійських ігор 2012 року у Лондоні, Паралімпійських ігор 2020 року у Токіо та чемпіонка Паралімпійських ігор 2024 року у Парижі. Повний кавалер ордена княгині Ольги.
Батько — Микола Володимирович Ніколайчик. Мати — Алла Борисівна Білоус. Чоловік — Андрій Іванович Ширинга.
Освіта вища, закінчила факультет здоров'я, фізичної культури і спорту Рівненського економіко-гуманітарного інституту ім. С. Дем'янчука за спеціальністю «фізична реабілітація».
Заслужений майстер спорту України серед спортсменів з порушеннями зору із дзюдо (2010 р.). Чемпіонка України із дзюдо 2010-2016 та 2021 років, бронзова призерка чемпіонату світу (2010 р.). Чемпіонка світу, 2014 рік.
Срібна призерка чемпіонатів світу у 2011 та 2015 роках.
Срібна призерка І Європейських ігор, 2015 рік.
Чемпіонка Європи, 2015 рік.
Срібна призерка чемпіонату Європи, 2011 рік.
Срібна призерка Кубку світу у 2015 та бронзова призерка у 2021 році.
Девіз: «Немає в житті нічого недосяжного».
Займається у відділенні дзюдо Рівненського регіонального центру «Інваспорт».

## Державні нагороди
- Орден княгині Ольги I ст. (18 вересня 2024) — за досягнення високих спортивних результатів на XVII літніх Паралімпійських іграх у місті Парижі (Французька Республіка), виявлені самовідданість та волю до перемоги, утвердження міжнародного авторитету України[3]
- Орден княгині Ольги II ст. (16 вересня 2021) — за значний особистий внесок у розвиток паралімпійського руху, досягнення високих спортивних результатів на XVI літніх Паралімпійських іграх у місті Токіо (Японія), виявлені самовідданість та волю до перемоги, утвердження міжнародного авторитету України[4]
- Орден княгині Ольги III ст. (17 вересня 2012) — за досягнення високих спортивних результатів на XIV літніх Паралімпійських іграх у Лондоні, виявлені мужність, самовідданість та волю до перемоги, піднесення міжнародного авторитету України[5]